# Bothrogonia guiana
Bothrogonia guiana är en insektsart som beskrevs av Yang et Li 1980. Bothrogonia guiana ingår i släktet Bothrogonia och familjen dvärgstritar. Inga underarter finns listade i Catalogue of Life.